# Bernardo Grasselli

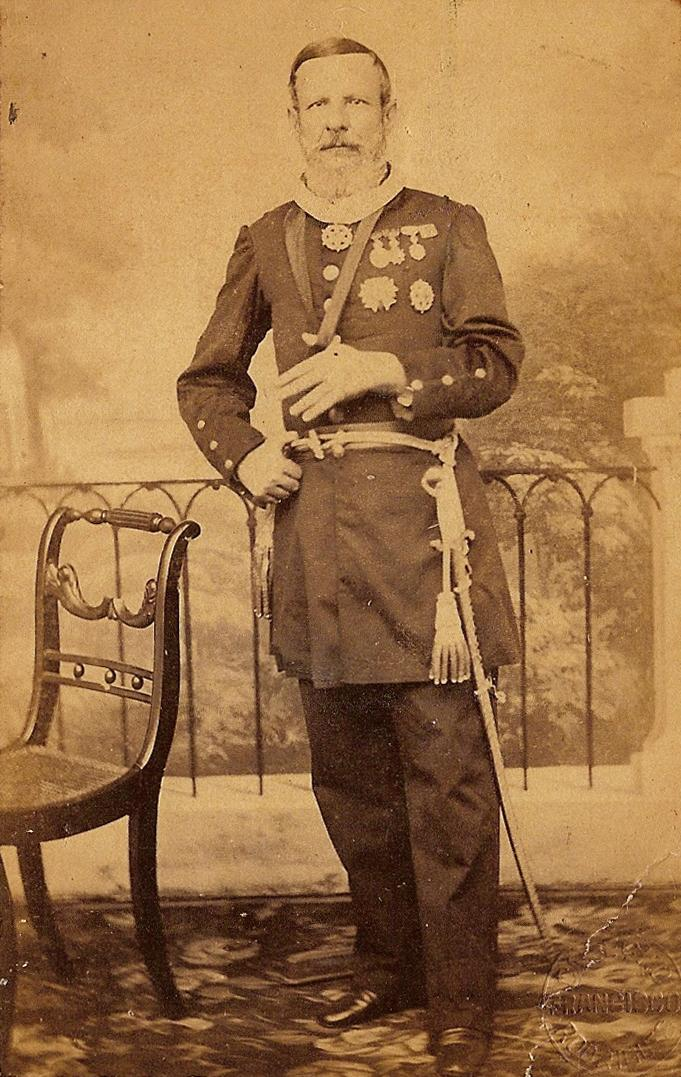
Barão de São Borja, fotografado por Bernardo Grasselli.

Bernardo Grasselli (Itália, ? — Porto Alegre, 1883) foi um decorador, cenógrafo, pintor, professor e fotógrafo italiano, radicado no Brasil.
Conciliava diversas funções, como era de costume na época. Residiu no Uruguai de 1843 a 1851, onde atuou na política. Esteve temporariamente em Rio Grande por volta de 1847 prestando serviços de retratista a óleo, e na mesma época criou o pano de boca do Teatro Sete de Abril, em Pelotas. Mudou-se para o Brasil em 1852 e no ano seguinte fixou-se em Porto Alegre.
Sua primeira obra documentada na capital foi o pano de boca do Teatro D. Pedro II. Em 1855 decorou o salão do Café da Fama, um trabalho muito elogiado na imprensa, e por esta altura criou o pano de boca da Sociedade Dramática União Porto-Alegrense. Segundo Athos Damasceno, "orientado em boa escola e dotado de evidente espontaneidade", passa a aceitar a encomenda de retratos. "E nessa difícil especialidade, aliás muito apreciada à época, se impõe logo sem nenhuma dificuldade", destacando-se o de David Canabarro, hoje preservado no Museu Júlio de Castilhos. Em 1856 foi convidado pela revista O Guaíba para desenhar um retrato em litografia de Gaspar Menna Barreto, impresso pela gráfica de Emílio Wiedmann e distribuído como uma folha avulsa da revista. A obra foi muito bem aceita e firmou sua reputação na cidade.
Em 1861 fez um novo pano de boca para o Teatro Sete de Abril. Esteve de volta a Rio Grande em 1864, realizando retratos a óleo e ambrótipo, e em 1867 recebeu a encomenda de dois panos de boca para o suntuoso Theatro São Pedro da capital, um representando a cidade de Porto Alegre ao nascer do Sol e outro as divindades Netuno e Anfitrite em um carro triunfal.
Na década de 1870 passou a expor telas a óleo em vários gêneros em vitrines de casas comerciais, como era o costume, uma vez que não existiam galerias de arte. As quatro telas apresentadas na seção de artes da Exposição Comercial e Industrial de 1875 consolidaram seu renome, sendo considerado pelos seus contemporâneos no mesmo nível que Antônio Cândido de Menezes, o mais afamado pintor da cidade. No mesmo ano criou um painel alegórico para a comemoração do sétimo aniversário da Sociedade Partenon Literário, executado "com o maior brilhantismo", como registrou A Reforma, exposto no salão da Sociedade Bailante, representando o Brasil abraçado pela deusa Minerva. Pintou uma tela representando Santa Cecília para a Igreja das Dores. Passou seus últimos anos atuando como professor de desenho do curso artístico de Apolinário Porto Alegre no Instituto Brasileiro.

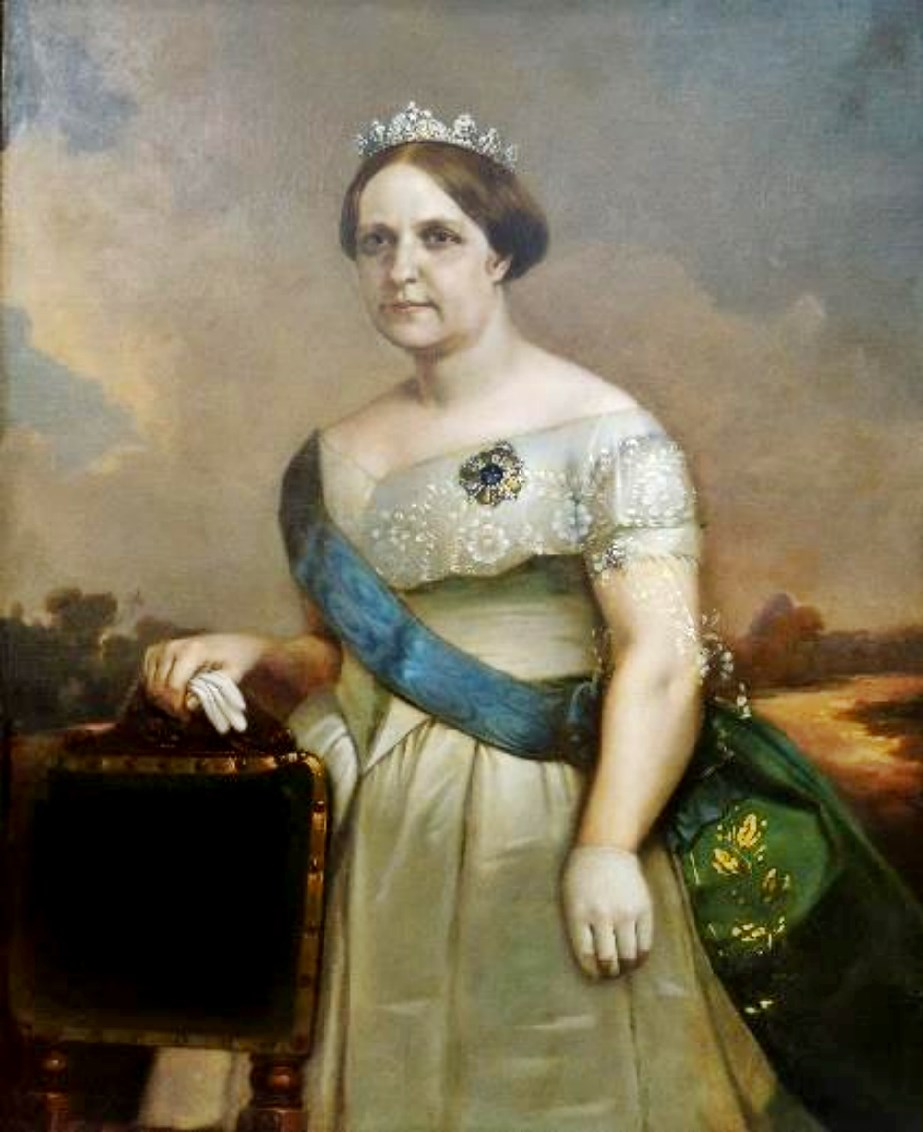
Retrato da Imperatriz D. Teresa Cristina por Bernardo Grasselli, 1870.

Grasselli deixou obra consistente em todas as especialidades a que se dedicou, sendo muito estimado, e sua morte causou grande consternação em Porto Alegre, mas sua produção pictórica está em grande parte em paradeiro ignorado e não sobreviveu nenhum dos seus cenários. Hoje está bastante esquecido, mas sua atividade foi importante para dinamizar o circuito artístico da capital e do estado em um período em que estava apenas iniciando a formação de um mercado de arte.